# القجر
القجر، شهری در بخش مرکزی شهرستان مینودشت در استان گلستان ایران است.
این روستا در تاریخ ۳۱ خرداد ۱۴۰۲ به شهر ارتقا یافت‌.

## جمعیت
بر پایه سرشماری عمومی نفوس و مسکن در سال ۱۳۹۵، جمعیت شهر القجر برابر با ۴٬۷۸۰ نفر (۱٬۴۲۸ خانوار) بوده‌است.